# Gustave Leberecht Flügel
Pour les articles homonymes, voir Flügel.
Gustave Leberecht Flügel (18 février 1802 - 5 juillet 1870) était un orientaliste saxon.

## Biographie
Né à Bautzen dans l'électorat de Saxe, il étudie la théologie et la philologie à l’Université de Leipzig où il acquiert son intérêt pour les langues orientales qu’il étudiera à Vienne et Paris. Il est nommé professeur à la « Fürstenschule de St Afra » à Meissen, en Allemagne, mais sa santé précaire le pousse à démissionner de ce poste en 1850. Il part en 1851 à Vienne où il tint un emploi de bibliothécaire, cataloguant les écrits en langue arabe, turque et perse. Il mourut à Dresde.
L’œuvre principale de Flügel est l’édition du dictionnaire bibliographique et encyclopédique Haji Khalfa et de sa traduction latine (7 volumes, Londres and Leipzig, 1835-1858). Sa traduction du Coran remporta un réel succès auprès des érudits (Leipzig, 1834, réédité en 1839). Cette édition servira de base à l’essentiel des travaux sur le Coran par les orientalistes européens. Il publia d’autres ouvrages érudits dont une édition du Kitab-al-Fihrist de Ibn al-Nadim parut après sa mort.